# نبخ
النبخ أو ضور (الاسم العلمي: Mimusops)، جنس نباتات من فصيلة السبوتية وصفهُ لينيوس بأنه جنس في عام 1753. موطن النبخ هي المناطق الاستوائية وشبه الاستوائية في آسيا وإفريقيا وأستراليا والعديد من الجزر المحيطية. ويضم قرابة 57 نوعا

## الأنواع[5]
1. Mimusops acutifolia - تنزانيا
2. Mimusops aedificatoria -تنزانيا،كينيا، مالاوي
3. Mimusops affinis - جمهورية الكونغو، جمهورية الكونغو الديمقراطية
4. Mimusops andamanensis - جزر أندمان
5. Mimusops andongensis - غرب ووسط إفريقيا
6. Mimusops angel - الصومال
7. Mimusops ankaibeensis - مدغشقر
8. Mimusops antongilensis - مدغشقر
9. Mimusops antorakensis - مدغشقر
10. Mimusops antsiranensis - مدغشقر
11. Mimusops bagshawei - شرق إفريقيا
12. نبخ بلطة - موريشيوس، لا ريونيون
13. Mimusops caffra - موزمبيق, جنوب إفريقيا (الكاب (مقاطعة)، كوازولو ناتال)
14. Mimusops capuronii - Madagascar
15. Mimusops comorensis - جزر القمر
16. Mimusops coriacea - جزر القمر، مدغشقر
17. Mimusops dodensis - الكاميرون
18. Mimusops ebolowensis - الكاميرون
19. قشدة هندي -جنوب وجنوب شرق آسيا، بابواسيا
20. Mimusops erythroxylon - موريشيوس
21. Mimusops giorgii - جمهورية الكونغو الديمقراطية
22. Mimusops kummel - إفريقيا الاستوائية
23. نبخ غاري الأوراق - شمال شرق إفريقيا، المملكة العربية السعودية، اليمن
24. Mimusops lecomtei - مدغشقر
25. Mimusops lohindri - مدغشقر
26. Mimusops longipedicellata - مدغشقر
27. Mimusops mayumbensis - مقاطعة كابيندا
28. Mimusops membranacea - مدغشقر
29. Mimusops mildbraedii - الكاميرون
30. Mimusops ngembe - الكاميرون
31. Mimusops nossibeensis - جزيرة نوسي بي (مدغشقر)
32. Mimusops oblongifolia - لا ريونيون
33. Mimusops obovata - موزمبيق ، سوازيلاند ، جنوب أفريقيا
34. Mimusops obtusifolia - شرق وجنوب شرق إفريقيا، جزر القمر، مدغشقر
35. Mimusops occidentalis - مدغشقر
36. Mimusops penduliflora - تنزانيا
37. Mimusops perrieri - مدغشقر
38. نبخ - موريشيوس
39. Mimusops riparia - تنزانيا، كينيا
40. Mimusops sambiranensis - مدغشقر
41. Mimusops sechellarum - سيشل
42. Mimusops somalensis - الصومال، كينيا، تنزانيا
43. Mimusops voalela - مدغشقر
44. Mimusops zeyheri - وسط وجنوب أفريقيا
45. Mimusops zeylanica - سريلانكا